# Vulcaniella grandiferella
Vulcaniella grandiferella — вид лускокрилих комах родини розкішних вузькокрилих молей (Cosmopterigidae).

## Поширення
Вид поширений в Південно-Східній Європі та на Кавказі. Присутній у фауні України.

## Опис
Розмах крил 8-13 мм. Самці та самиці подібні до Vulcaniella pomposella, але відрізняються більшим розмахом крил, витягнутішими, загостренішими передніми крилами у самців, широким, сріблястим краєм тегул та блідішим черевом. Надійна диференціація можлива лише при дослідженні статевих органів.

## Спосіб життя
Метелики літають з травня по серпень. Буває два покоління на рік. Личинки живляться на Salvia aethiopis та Salvia sclarea. Вражають, переважно, рослину, що росте в тіні більших рослин. Вони мінують листя рослини господаря. Шахта має неправильну форму і в основному розташована між двома основними жилками біля основи листя. Личинка робить кілька шахт і проводить більшу частину часу поза шахтою, в шовковому тунелі під листом. Фрас викидається і накопичується біля входу в шахту. Личинки воліють нижнє листя. Заляльковування відбувається поза шахтою, часто на листку.